# Gorzegno
Gorzegno (piemontesisch Gorzègn) ist eine Gemeinde in der italienischen Provinz Cuneo (CN), Region Piemont.

## Lage und Einwohner
Gorzegno liegt rund 80 Straßenkilometer östlich von der Provinzhauptstadt Cuneo entfernt. Das Gemeindegebiet umfasst eine Fläche von 13.8 km² und hat 249 Einwohner (Stand 31. Dezember 2023). Das Dorf liegt an der Bormida di Millesimo, dem westlichen Quellfluss der Bormida in der Hügellandschaft Langhe auf 319 m Höhe. Das Gemeindegebiet reicht vom tiefsten Punkt von 295 m bis auf 867 m Höhe hinauf.
Zur Gemeinde zählt auch das Dorf Pianelle. Die Nachbargemeinden sind Feisoglio, Levice, Mombarcaro, Niella Belbo und Prunetto.

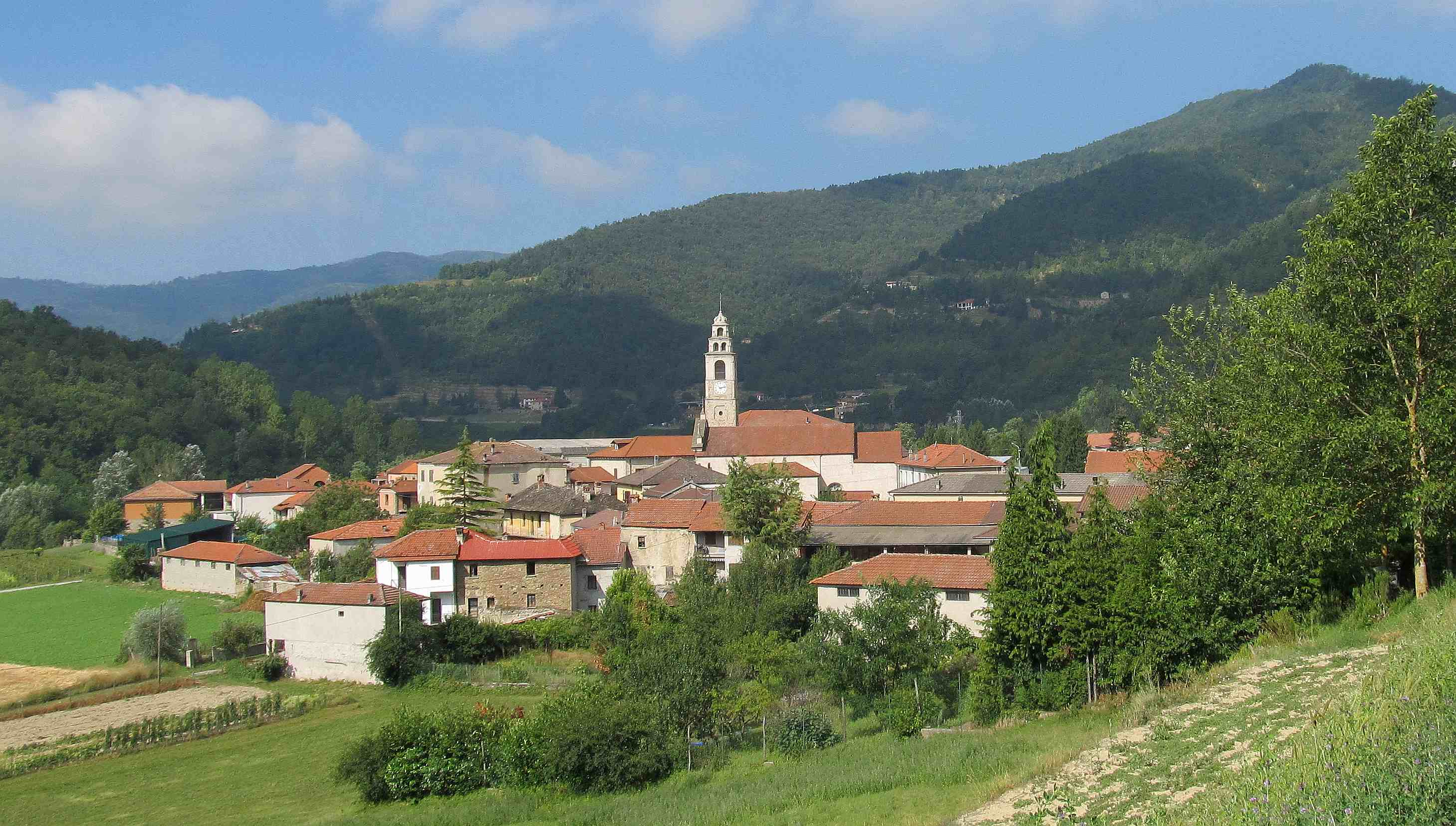
Gorzegno

## Geschichte
Der Ortsname, der von einigen Gelehrten als „Gorzanis“ bezeugt wird, leitet sich möglicherweise von Cohors Aennii aus der Römerzeit ab, was auf eine Garnisonsabteilung hinweist, die vom Zenturio Ennius abhängig war. Es gibt keine Informationen über die frühen Ereignisse des Dorfes und seine Ursprünge lassen sich anhand einiger Grabsteine, die bei Ausgrabungen entdeckt wurden, auf die Römerzeit zurückführen.
Von dem im Mittelalter erbauten und mehrmals umgebauten Schloss der Markgrafen von Carretto sind nur noch wenige, aber interessante Ruinen erhalten. Es wurde von einer Festung zu einem repräsentativen Palast der Markgrafen von Gorzegno umgewandelt, bevor es dann verfiel.

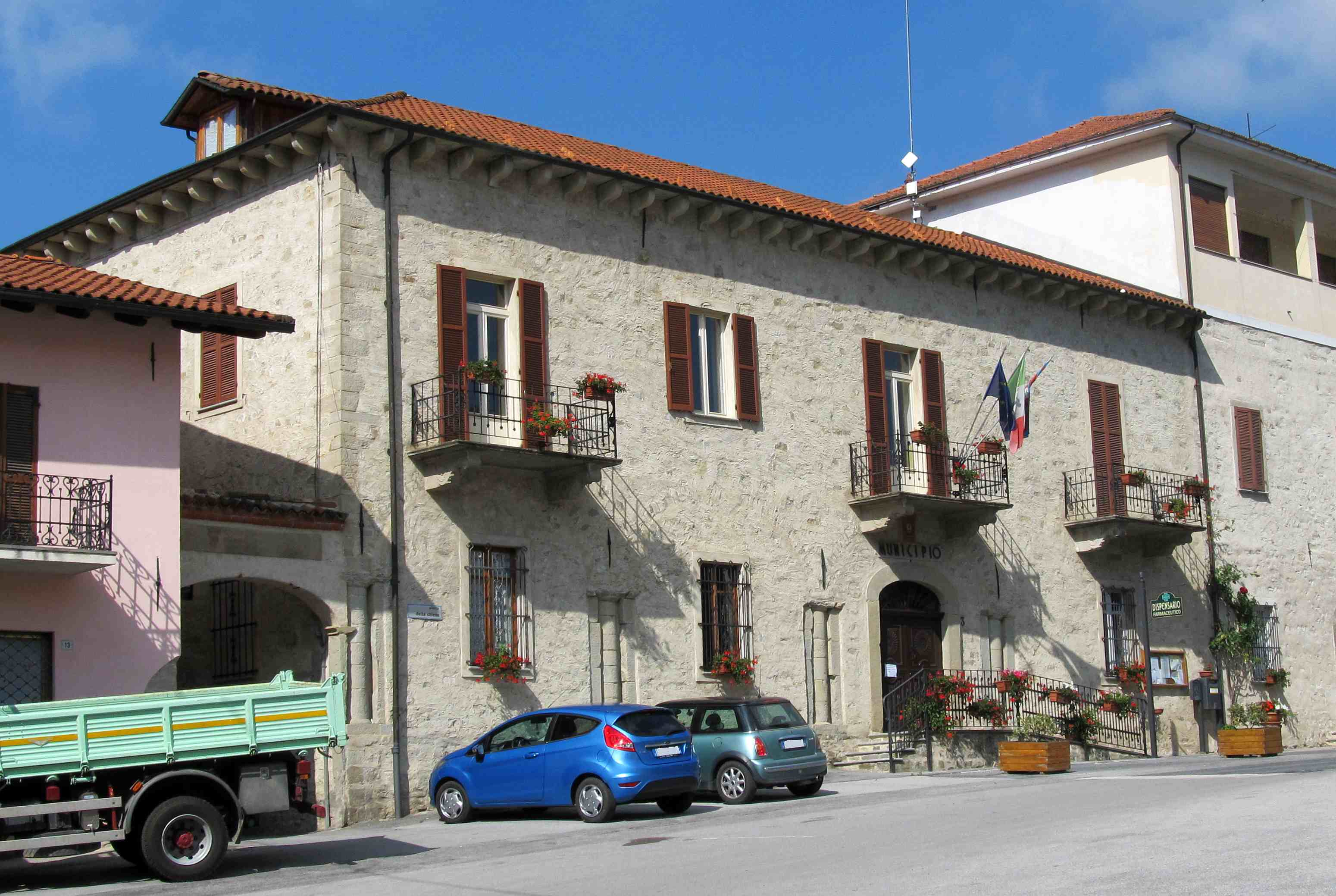
Gemeindehaus

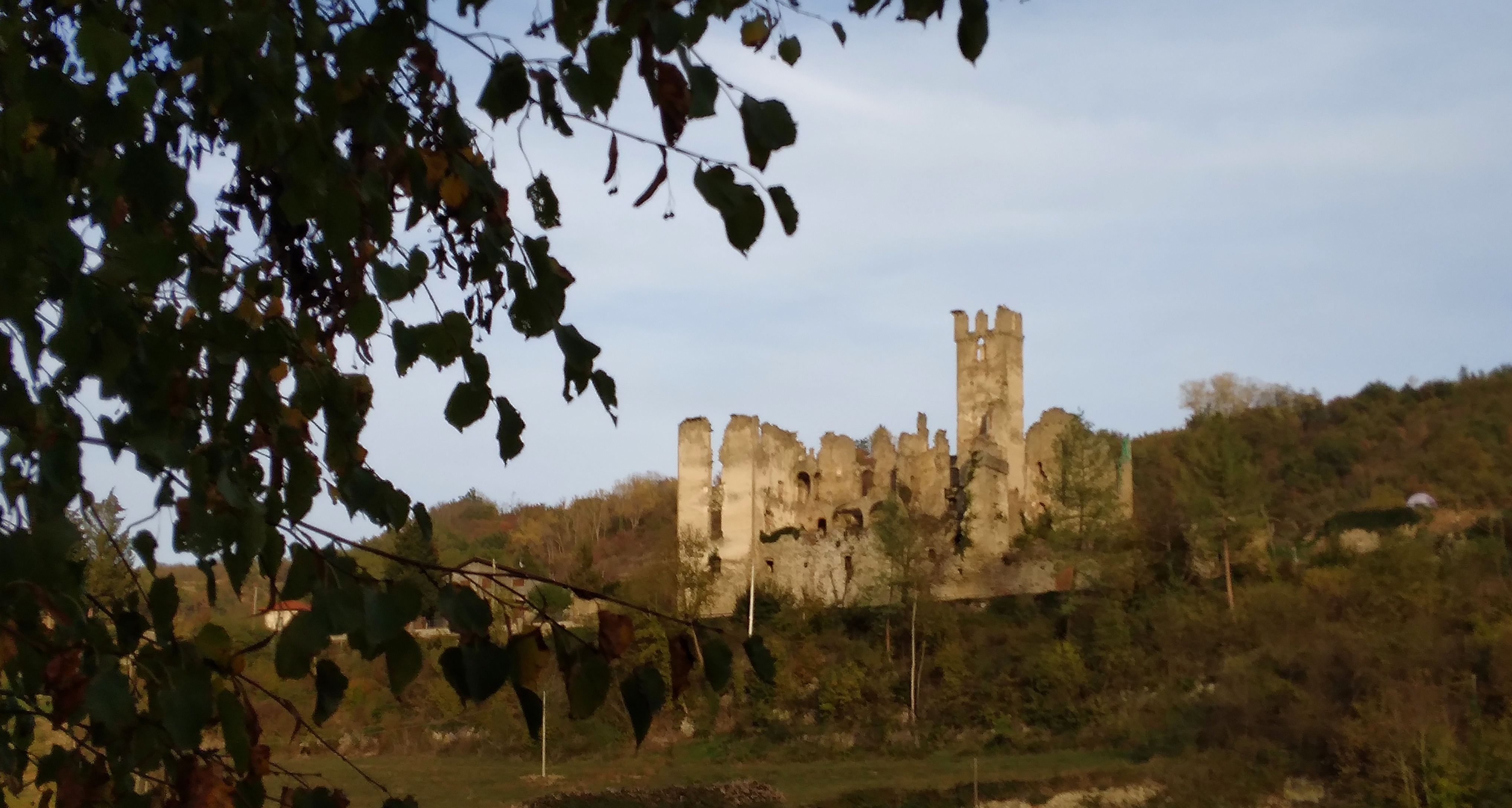
Ruine Castello dei Marchesi

## Sehenswürdigkeiten
- Die Pfarrkirche der Heiligen Siro und Johannes des Täufers.
- Die Kapelle Santa Maria delle Vigne.
- Die Kirche San Martino mit Steinmetzarbeiten aus dem Jahr 1560.
- Weitere über das Gebiet der Gemeinde verstreute Kirchen sind die Beata Vergine della Consolata in Scorrone, San Giuseppe in Pianelle, San Gervasio und Protasio, Santa Maria Ausiliatrice, in der Gegend von Marro, schließlich die Kirche San Giovanni in Moglia, sehr alten Ursprungs, mit drei Schiffen.

## Weinbau
Bei Gorzegno wird Weinbau betrieben. Die Beeren der Rebsorten Spätburgunder und Chardonnay dürfen zum Schaumwein Alta Langa verarbeitet werden.